# ドーリー・ウィルソン
アーサー・"ドーリー"・ウィルソン（Arthur "Dooley" Wilson、1886年4月3日 – 1953年5月30日）は、アメリカ合衆国の俳優、歌手で、1942年の映画『カサブランカ』でヒロインのイルザ・ラント（イングリッド・バーグマン）の求めに応じて「アズ・タイム・ゴーズ・バイ」を歌うピアノ奏者で歌手のサムの役で最もよく知られている。
ウィルソンは、もともとドラマー兼歌手で、1920年代には自身のバンドを率いてロンドンやパリのナイトクラブを回っていた。1930年代には俳優業も始め、ブロードウェイ・シアターの舞台や、一連の凡庸な映画作品、で脇役を演じるようになった。『カサブランカ』における彼の役柄は、今のところは彼の最も優れた演技とされるが、その他にもボブ・ホープ主演の1942年の映画『My Favorite Blonde』、レナ・ホーンやニコラス・ブラザーズが主演した1943年の映画『ストーミー・ウェザー』、1951年の西部劇映画『六人の脱獄囚 (Passage West)』などにも出演している。

## 生い立ちと初期の経歴
アーサー・ウィルソンは、テキサス州タイラーに生まれ、12歳の時にヴォードヴィルでミンストレル・ショーを演じてショー・ビジネス界に入った。ドラマー兼歌手として、タイラーの黒人クラブを回るようになり、その後、シカゴへ移った。「ドーリー」というニックネームは、1908年ころ、シカゴのペキン・シアター (Pekin Theatre) で働いていた際に、当時得意といていたアイルランド起源の曲「Mr. Dooley」から付けられたものであるが、ウィルソンは当時、これをホワイトフェイスで演じていた。1908年から1930年代にかけては、ほとんどの時期においてシカゴかニューヨークの黒人劇場へ出演していたが、1920年代には、自らドラムス兼歌手として参加した自身のバンド、ザ・レッド・デヴィルズ ( the Red Devils) を率いてヨーロッパ巡業へ出たりもしていた。
1930年代から1950年代にかけて、ウィルソンは映画やブロードウェイの劇場で活動し、連邦劇場計画でオーソン・ウェルズやジョン・ハウスマンとも共演した。ブロードウェイ初登場は、1940年から1941年にかけてのミュージカル『Cabin in the Sky』であった。こうした実績が、ウィルソンにハリウッドのパラマウント映画への道を開いた。

## 映画『カサブランカ』
この映画でドーリー・ウィルソンが演じたサム (Sam) は、ハンフリー・ボガートが演じる主人公のナイトクラブ経営者リック (Rick) に雇われている歌手兼ピアニストである。作中ではずっと、ハーマン・フップフェルド作の歌「アズ・タイム・ゴーズ・バイ」が音楽的、感情的動機（モチーフ）といて繰り返し現れる。リックと、イングリッド・バーグマンが演じるヒロインであるイルザ (Ilsa) は、二人がかつてパリで恋愛関係であったことを踏まえて、この曲を「their song」（「彼らの歌＝昔の私たちの歌」の意）と呼ぶ。『バラエティ』誌のアルジーン・ハーメッツは、この歌の効果はひとえにウィルソンのおかげだと指摘しており、また、『ハリウッド・リポーター』誌も、ウィルソンが「something joyous（何か楽しみなもの）」を醸し出していると述べている。「Play it again, Sam」（「あの曲をもう一度やって、サム」の意）というフレーズは、ウディ・アレンの映画のタイトルにもなっていることもあって（『ボギー!俺も男だ』の原題は Play It Again, Sam）、この映画に出てくる台詞であると広く信じられているが、実は作中では一度も使われていない。作中でウィルソンが演じるサムは、カフェの客たちのために、いくつか他の曲も披露しており、「もしあなただったら (It Had To Be You)」、「シャイン (Shine)」、「ノック・オン・ウッド (Knock On Wood)」、「アヴァロン (Avalon)」、「聞かせてよ愛の言葉を (Parlez-moi d'amour)」などが聞かれる。
ウィルソンは、歌手であり、ドラマーだったが、ピアニストではなかった。作中のサムのピアノ演奏は、エリオット・カーペンター (Elliot Carpenter) が弾いており、撮影の際にはウィルソンから見える位置でカーペンターが演奏し、ウィルソンは手の動きを真似て演技したという。カーペンターは、当時『カサブランカ』のセットにいた、ウィルソン以外では唯一の黒人であり、以降もふたりは友人であり続けた。『カサブランカ』のサム役の出演料は、7週間の拘束で週給 $350 であったとも、週給 $500 であったともいわれている。
後にウィルソンは、1949年の映画『暗黒への転落』でもピアニスト役を演じ、再びボガートと共演した。

## 後年
ワーナー・ブラザースが制作した『カサブランカ』に出演した当時、パラマウント映画に所属していたウィルソンは、既に映画出演の実績が20作品以上あった。また、その後は、出演者全員が黒人であるミュージカル映画として制作され、ビル・ボージャングル・ロビンソンが主人公を演じた1943年の映画『ストーミー・ウェザー (Stormy Weather)』で、主人公の友人ゲイブ (Gabe) を演じた。
やがてニューヨークに戻ったウィルソンは、1946年から1948年にかけて、ミュージカル『Bloomer Girl』に出演し、逃亡奴隷ポンペイ (Pompey) を演じた。そこで彼が歌った「The Eagle and Me」は、ドワイト・ブッカー・バウアーズ (Dwight Blocker Bowers) に選ばれて、スミソニアン学術協会の録音のコンピレーション・アルバム『American Musical Theatre』に収録された。さらに後には、テレビのシチュエーション・コメディ番組『Beulah』の最後のシーズンとなった1952年から1953年に、ビル・ジャクソン (Bill Jackson) 役で出演した。
ウィルソンは、ショー・ビジネスの現役から引退して間もなく、アメリカ黒人俳優組合の役員となっていた、1953年5月30日に、死去した。彼は、ロサンゼルスのローズデール墓地（Rosedale Cemetery：後の Angelus-Rosedale Cemetery）に埋葬された。

## フィルモグラフィ
- On Our Selection  （1920年）
- Keep Punching （1939年） - Baron Skinner
- My Favorite Blonde （1942年） - Porter
- Take a Letter, Darling （1942年） - Moses
- Night in New Orleans （1942年） - Shadrach Jones
- Cairo （1942年） - Hector
- カサブランカ Casablanca （1942年） - Sam
- Two Tickets to London （1943年） - Accordionist
- ストーミー・ウェザー Stormy Weather （1943年） - Gabe Tucker
- Higher and Higher （1943年） - Oscar
- Seven Days Ashore （1944年） - Jason
- Triple Threat （1948年） - Porter（クレジットなし）
- Racing Luck （1948年） - Abe
- 暗黒への転落 en:Knock on Any Door （1949年） - Piano Player（クレジットなし）
- 星は輝く Come to the Stable （1949年） - Anthony James
- Free for All （1949年） - Aristotle
- Tell It to the Judge （1949年） - Pullman Porter（クレジットなし）
- No Man of Her Own （1950年） - Waiter on Train（クレジットなし）
- Father Is a Bachelor （1950年） - Blue（クレジットなし）
- The Beulah Show （1951年、テレビ・シリーズ年） - Bill Jackson
- 六人の脱獄囚 Passage West （1951年） - Rainbow（最後の映画出演）